# Вільям Гейнесен
Вільям Гейнесен (фар. William Heinesen, 15 січня 1900, Торсгавн, Фарерські острови — 12 березня 1991, Торсгавн, Фарерські острови) — данський письменник. Член Данської академії (з 1961). Лауреат Літературної премії Північної Ради (1965) і Скандинавської премії Шведської академії (1987).

## Біографія
Народився 15 січня 1900 року в фарерському місті Торсгавн. Навчався у Копенгагені, там й почав друкуватися. На Фарерські острови повернувся у 1932 році.

## Творчість
Вся творчість Гейнесена пов'язана з Фарерськими островами, сувору природу яких оспівав у збірках віршів «Арктичні елегії» (1921), «Сінокіс поблизу моря» (1924), «Зірки пробуджуються» (1930), «Темне сонце» (1936). В романах «Штормовий світанок» (1934), «Ноатун» (1938) зображені реалістичні картини життя на Фарерах. Для роману про Другу світову війну «Чорний казан» (1949) характерна гостра соціальна критика. Гейнесену належать також роман «Пропащі музиканти» (1950), історичний роман «Добра надія» (1964) — про опір фарерського народу колоніальному гнобленню у 17 столітті, за який він одержав Літературну премію Північної Ради 1965 року, збірки новел «Чарівне світло» (1957), «Ліки від злих духів» (1967). У 1976 році вийшла книга спогадів «Башта на краю світу». Творам Гейнесена властиві гуманізм, тонкий гумор.

## Українські переклади
- Як на Гамалієля найшла мана. (Переклад О. Сенюк) // Сучасна датська новела. — К., 1982.